# Sección de Aviación de Ejército de Despliegue Rápido
La Sección de Aviación de Ejército de Despliegue Rápido (Sec Av Ej DR) (ex Sec Av Ej 141) es un elemento de aviación del Ejército Argentino dependiente orgánicamente del Comando de Aviación de Ejército y funcionalmente de la Fuerza de Despliegue Rápido (FDR).
Su emplazamiento es una instalación militar en el Aeropuerto Internacional Ingeniero Aeronáutico Ambrosio Taravella, Provincia de Córdoba.
Fue creada en el año 2005 como Sec Av Ej 141 dependiente del III Cuerpo de Ejército "Ejército del Norte", luego 2.ª División de Ejército. Su misión era vuelo de enlace y transporte VIP.
Cerca de 2020 este elemento pasa a conformar la Sección de Aviación de Ejército de Despliegue Rápido, equipándose con helicópteros Bell UH-1H "Huey" provistos por la Aviación de Ejército.